# Georg Simmel
Pour les articles homonymes, voir Simmel.
Georg Simmel, né le 1er mars 1858 à Berlin en Royaume de Prusse et mort le 28 septembre 1918 à Strasbourg, était un philosophe et sociologue allemand. Sociologue atypique et hétérodoxe, Georg Simmel dépasse les clivages, pratiquant l'interdisciplinarité. À l'encontre de Marx pour qui le social dérive de l'économique, Georg Simmel cherche dans l'individu et sa psychologie les fondements des phénomènes sociaux. Les relations réciproques entre les hommes (nous dirions aujourd'hui les interactions) sont à l'origine des phénomènes sociaux qui, en s'institutionnalisant, orientent ensuite, mais seulement dans un second temps, les rapports entre les individus.
À partir de nombreuses observations et discussions lors de séminaires privés ou publics, il écrit sur plusieurs thèmes : l'argent, la mode, les femmes, la parure, l'art, la ville, l'étranger, les pauvres, la secte, la sociabilité, l'individu, la société, l'interaction, le lien social… Son ouvrage Philosophie de l'argent (publié en 1900) est considéré comme son chef-d'œuvre.
Il a influencé les intellectuels de son époque et continue d'avoir une influence aujourd'hui : Max Weber, Karl Mannheim, Alfred Schütz, Raymond Aron, Erving Goffman, Howard Becker, Anselm Strauss, Isaac Joseph, Patrick Watier, Raymond Boudon, Georg Lukács, Zygmunt Bauman, Ernst Bloch, Vladimir Jankélévitch.
Sa pensée complexe a été critiquée par Émile Durkheim et Georg Lukács.
Son œuvre n'est redécouverte dans la francophonie qu'à partir des années 1980, notamment par le concours de quelques sociologues comme Julien Freund, Raymond Boudon, Lilyane Deroche-Gurcel, Michel Maffesoli, Patrick Tacussel, Patrick Watier, Alain Deneault, Alain Milon ou encore François Léger.
Simmel a constitué une référence importante pour l'école sociologique de Chicago (à ne pas confondre avec l'école économique de Chicago).

## Biographie
En 1874, Georg Simmel perd son père, Edward Simmel, qui laisse une fortune colossale rendant ses sept enfants financièrement indépendants. Simmel étudie la philosophie et l'histoire à l'université Friedrich-Wilhelm de Berlin de 1876 à 1881. En 1881, il devint docteur en philosophie avec sa thèse « Das Wesen der Materie nach Kant's Monadologie ». Il devient « Privatdozent » à l'université de Berlin en 1885 jusqu'en 1901. Sa femme Gertrud, qu'il épouse en 1890, est elle-même philosophe et écrit sous le pseudonyme de Marie-Luise Enckendorf notamment sur les sujets de la religion et de la sexualité.
Privatdozent très apprécié des étudiants et de nombreuses personnalités berlinoises, il ne fut jamais reconnu par la hiérarchie universitaire malgré le soutien actif de Max Weber et de Ferdinand Tönnies. Ce n'est qu'en 1901, qu'il devient « Ausserordentlicher Professor », un titre purement honorifique qui ne lui permit pas de prendre part à la vie de la communauté universitaire. Ses ouvrages ne lui attirèrent pas non plus les faveurs de ses collègues de l'université de Berlin, mais suscitèrent l'intérêt de l'élite intellectuelle berlinoise. Enfin, en 1914, il est nommé professeur à l'université de Strasbourg, qui est alors une ville allemande.

### L'étranger et la ville
Chez Georg Simmel, le concept d'« étranger » émane de son expérience d'immigrant. L'expérience de l'« étranger » ou de l'« étrangeté » va ainsi de pair avec son arrivée en un nouveau lieu : « l'expérience de l'étranger est celle du citadin ».

## Distinction forme/contenu de socialisation
La sociologie de Georg Simmel se caractérise tout d’abord par l’angle d’approche particulier qu’elle préconise pour étudier les moyens de vivre ensemble. Simmel nous donne une description très précise de ce qu’est cet angle d’approche dans son livre Sociologie paru en 1908. Pour étudier la société, Simmel nous dit qu’il faut la prendre dans son acception la plus large, c’est-à-dire, « là où il y a action réciproque de plusieurs individus », le terme important de cette définition étant « réciproque ». Ce que la sociologie doit observer, ce sont les liens qui existent entre les individus, ce qu’il appelle la socialisation (traduction du terme allemand employé par Simmel qui ne renvoie pas aux théories habituelles de la socialisation comme transmission sociale. Certains auteurs préfèrent, pour cette raison, employer le mot « sociation » pour référer à cette idée). L'idée de socialisation implique toujours une influence réciproque des uns sur les autres, il ne saurait y avoir de socialisation figée une fois pour toutes. La socialisation est toujours quelque chose de dynamique.
Ceci ne nous dit pas encore ce qui caractérise la manière qu’a le sociologue de mettre en forme la réalité de ces actions réciproques qu’il veut observer. Il nous dit alors que le discours sociologique se caractérise par l’emploi de la distinction purement conceptuelle entre contenu de socialisation et forme de socialisation. Simmel définit le contenu de socialisation comme

« […] tout ce que les individus, le lieu immédiatement concret de toute réalité historique, recèlent comme pulsion, intérêt, buts, tendances, états et mouvement psychologiques, pouvant engendrer un effet sur l’autre ou recevoir un effet venant des autres. »

Le contenu de socialisation est donc tout ce qui fait bouger l’individu, toutes les pulsions, physiques ou psychologiques, qui le poussent à entrer en interrelation avec un autre. Ces contenus de sociabilité vont alors se réaliser dans une forme particulière. La forme est ce qui rend le contenu social. Ainsi, Simmel dira que le contenu est la matière de la socialisation qui est elle-même la forme que prend l’action réciproque à laquelle le contenu donne lieu. Synthétisons ce que nous venons de dire par une phrase de Simmel :

« Voici les éléments de tout être et de tout fait social, inséparable dans la réalité : d’une part, un intérêt, un but, ou un motif, d’autre part une forme, un mode de l’action réciproque entre les individus, par lequel, ou sous la forme duquel ce contenu accède à la réalité sociale. »

Cette approche insiste fortement sur l’individu, qui est le « lieu immédiatement concret de toute réalité historique. » Simmel nous dit que pour réussir à percer les mystères de l’être social, il faut partir de l’étude de l’atome le plus petit de cette réalité : l’individu.
Regardons à titre d’exemple si l’on peut employer la distinction forme/contenu dans le cas de l’étude de la notion « d’habiter ». Nous pourrions dire tout d’abord qu’il existe un contenu de socialisation qui serait l’obligation de se loger, de s’abriter. On peut facilement convenir que les hommes ne peuvent survivre sans s’abriter, sans se protéger des agressions du milieu naturel où ils vivent (pluie, froid, canicule…).
Ce besoin physique, nécessaire, va alors prendre une forme particulière. Cette forme particulière socialise le contenu parce qu’elle existe à la fois indépendamment des hommes qui vont la mettre en œuvre, mais aussi par les hommes qui ont prise dessus et peuvent la modifier sans cesse. C’est cette forme d’action réciproque que prend le contenu « se loger », qui pourrait être appelée « habiter ». En ce sens simmelien, « habiter » est quelque chose qui touche à l’être social et qui dépasse l’individu, puisqu’on peut le penser comme une forme de socialisation. En ce sens, une étude sociologique de l’habiter serait possible.

## Existence de la forme
Il existe cependant un léger flou concernant la notion de forme. Dans l’introduction à l’édition française des PUF, cette notion n’est présentée que comme étant un outil méthodologique permettant de rendre compte de la réalité, de former une représentation abstraite, sociologique, de la réalité. L’auteur de cette introduction, reprenant la conception de Raymond Boudon, nous dit que le concept de forme est un synonyme de celui de modèle, fonctionnant sur la même logique que l’idéal type weberien. Le concept de forme dans cette conception ne possède donc aucun sens ontologique. Il ne fait pas partie de l’être réel des faits sociaux. Il existe cependant une autre interprétation du concept de forme. Si Simmel reconnaît en effet que la sociologie, lorsqu’elle s’exprime sur la forme de certaines interactions ne peut que « poser des concepts et des ensembles de concepts dans une pureté et une abstraction totale qui n’apparaît jamais dans les réalisations historiques de ces contenus », la forme d’une interaction est cependant pour lui une dimension qui avec le contenu, forme la totalité de l’être du fait social. L’abstraction consiste donc pour atteindre l’être du social à y distinguer la forme du contenu.
Faisant cela, il ne faut pas perdre de vue que la forme est un des composants de la réalité de l’action réciproque, même si le sociologue ne peut en donner qu’une image qui n’épuise jamais la totalité de cette réalité. Cette seconde interprétation insiste sur le fait que la forme en elle-même posséderait une existence réelle, et qu'elle n'est pas à confondre avec l’image de la forme que construit le sociologue dans son travail qui elle, ressortant d’un travail d’abstraction, n’épuise jamais toute la substance de la forme réelle d’une interaction. Pour illustrer cette seconde interprétation du concept de forme, partons de l’introduction, rédigée par Simmel à son livre Philosophie de l’argent, où il explique ce qu’est pour lui la philosophie. Ce texte montre en effet comment Simmel propose d’élaborer une ontologie des phénomènes sociaux.
La caractéristique de la philosophie par rapport aux autres sciences est que la philosophie présente les présupposés qui la sous-tendent pour examen. Seulement, même en faisant cela, elle ne peut être autre chose qu’une approximation des phénomènes par le biais de notions générales. Cependant, la philosophie propose une image particulière du monde qui est indispensable « vis-à-vis de maintes questions, de ces questions qui relèvent surtout des valorisations ainsi que des connexions les plus générales de la vie de l’esprit. » Pour Simmel, la philosophie (comme toutes sciences ou tout art) doit être « « entendue comme interprétation, coloration, accentuation sélective du réel par l’individu. » On voit dans cette phrase en quoi la philosophie de même que la sociologie de Simmel peut être traitée de relativiste. La Sociologie comme la philosophie et d’ailleurs toutes les autres sciences reposent sur des présupposés particuliers (ceux de la philosophie étant d’examiner ses propres présupposés et de procéder par généralisation du réel) et ne sont finalement qu’une manière particulière qu’un individu a de mettre en forme le monde et « qui n’épuise jamais la totalité d’une réalité. »
Que serait alors, dans cette perspective une « philosophie de l’argent » ? Quels « droits » la philosophie possède-t-elle alors sur des objets isolés comme l’argent? Une telle philosophie serait « en deçà et au-delà » d’une science économique de l’argent.
Elle peut d’une part étudier le phénomène de l’argent de manière analytique : « présenter les postulats qui, dans la constitution psychique, dans les rapports sociaux, dans la structure logique des réalités et des valeurs, affectent à l’argent son sens et sa position pratique. » Il s’agira de déduire l’argent « des conditions qui portent son essence et la signifiance de son existence. » Simmel cherche à « déployer la structure et l’idée [du phénomène historique de l’argent] en partant des sentiments de valeur, de la praxis envers les choses, et des relations interhumaines de réciprocité vues comme leurs présupposés. »
Elle peut d’autre part étudier le phénomène de l’argent de manière synthétique c’est-à-dire « à travers ses effets sur l’univers intérieur : sur le sentiment vital des individus et l’enchaînement de leur destin, sur la culture dans sa généralité. » Il s’agit de substituer aux processus particuliers de la réalité des connexions de concepts et d’autre part d’interpréter des causalités psychiques qu’on ne peut qu’interpréter. Il s’agit de pratiquer « un recoupement du principe de l’argent avec les évolutions et valorisations de la vie intérieure. »
Pour résumer, Simmel nous dit qu’une philosophie de l’argent doit comporter une phase dite analytique, loin devant le champ de la science économique de l’argent, qui doit : « éclairer l’essence de l’argent à partir des conditions et relations de la vie générale » ; et une phase dite synthétique, loin derrière le champ de la science économique, qui doit « [éclairer], inversement, l’essence de la vie générale et son modelage à partir de l’influence de l’argent. »
Finalement donc, l’argent, pour Simmel, n’est que « le moyen, le matériau ou l’exemple nécessaires pour présenter les rapports qui existent entre d’une part les phénomènes les plus extérieurs, les plus réalistes, les plus accidentels, et d’autre part les potentialités les plus idéelles de l’existence, les courants les plus profonds de la vie individuelle et de l’histoire. Le sens et l’ensemble se résume à ceci : tracer, en partant de la surface des évènements économiques, une ligne directrice conduisant aux valeurs et aux signifiances dernières de tout ce qui est humain. » Il s’agit pour Simmel de « déceler dans chaque détail de la vie le sens global de celle-ci. »
Simmel crée une nouvelle vision des choses matérielles :

« Il s’agit de construire, sous le matérialisme historique, un étage laissant toute sa valeur explicative au rôle de la vie économique parmi les causes de la culture spirituelle, tout en reconnaissant les formes économiques elles-mêmes comme le résultat de valorisations et de dynamique plus profondes de présupposés psychologiques, voire métaphysiques. Ce qui doit se développer, dans la pratique cognitive selon une réciprocité sans fin : à chaque interprétation d’une figure idéelle par une figure économique se liera l’exigence de saisir cette dernière à son tour par des profondeurs plus idéelles, dont il faudra de nouveau dessiner le soubassement économique général, et ainsi de suite à l’infini. Avec cette alternance, cet entrelacs de principes épistémologiques opposés dans l’abstrait, l’unité des choses, qui paraît inaccessible à notre connaissance et pourtant fonde sa cohérence, devient pour nous pratiques autant que vivante. »

Comment expliquer cette phrase ? Il ne s’agit pas d’avoir une vision historique, voire finale de l’évolution du monde humain. Il s’agit au contraire de dire que la vie matérielle est cause de la culture spirituelle et qu’en même temps, que la forme que prend la vie matérielle est le résultat de processus de valorisation et de présupposés psychologiques. Prenons l’exemple de l’argent. En tant qu’il existe matériellement, pratiquement, il existe toujours en même temps idéellement. Cela revient à dire que notre connaissance des choses est pratique et vivante. Schématisons : l’homme crée mentalement l’argent et va créer une réalité matérielle correspondant à cette réalité idéelle qu’il va ensuite valoriser. L’argent possède abstraitement une double réalité, matérielle et idéelle. L’argent possède donc une existence matérielle et va venir, par cette existence influencer la vie idéelle des hommes, la vie idéelle changeant, les hommes vont en quelque sorte réinventer l’argent matériel ainsi que la forme de leur pratique, qui à son tour va réinventer l’idée sous-tendant la pratique… selon un cercle infini. L’unité des choses ressort in fine de l’entrelacs de ces deux principes épistémologiques opposé dans l’abstrait mais qui par leur entrelacs successif et infini constitue l’unité de la chose extérieures. L’opposition entre une philosophie réaliste ou idéaliste ne tient pas la route pour Simmel.
C’est à partir de cette idée que Simmel va construire son ouvrage sur l’argent, en le coupant en deux parties. La première dite « analytique » s’occupe de déterminer l’essence de l’argent à partir de la vie interne des individus, c’est-à-dire du sens que lui confèrent les individus dans leur action ; et la seconde, dite synthétique qui s’attache à l’opposé à déterminer l’effet de l’argent sur la vie interne des individus et sur ce qu’il appelle la culture objective.

## Modernité et autonomisation des formes
Il faut cependant concéder que le concept de forme de Simmel est loin d’être des plus clairs. Cela d’autant plus qu’il entre à certains moments de l’œuvre en relation avec un autre couple de concepts qui est celui opposant la culture objective à la culture subjective. La culture objective étant l’ensemble de la culture actualisée, telle qu’elle existe matériellement et en dehors des individus, et la culture subjective, la part de cette culture objective intériorisée par l’individu. Cette distinction entre en interaction avec le concept de forme parce que selon Simmel, certaines formes, qui sont parfois appelées, pour les différencier des formes plus fugaces, formes sociales, se retrouvent dans la culture objective. Certaines formes s’autonomisent et acquièrent donc une sorte de force qui leur permet de déterminer la forme mise en œuvre dans une action réciproque par les individus qui s’y engagent. Cela étant dit, n’oublions pas que s’il existe des formes objectives capables de déterminer les formes particulières et concrètes d’interaction, ces formes vont être modifiées par les individus qui les emploient. Ce qui mène à l’existence de ce phénomène infini de réciprocité entre le monde idéel et le monde matériel que décrit Simmel quand il parle de l’argent. Nous pouvons illustrer cela par quelques extraits.
Dans ce premier extrait issu du chapitre 6 de Philosophie de l’argent, Simmel nous parle de trois formes sociales qui selon lui se sont fortement autonomisées avec la modernité (on pourrait même dire que selon notre auteur, l’autonomisation de ces trois formes est l’élément constitutif de la modernité). Ces trois formes sont celles du droit, soit la forme que prennent à l’âge moderne les formes de normation de conduite ; de l’argent, soit la forme moderne des relations d’échange ; et de l’intellectualité, forme moderne des relations basées sur une transmission de savoirs. Simmel va nous dire que ces trois formes en s’autonomisant des individus, pour devenir un élément de la culture objective, vont obtenir le pouvoir de déterminer des formes d’interaction.

« Tous trois, droit, intellectualité et argent se caractérisent par l’indifférence vis-à-vis de la particularité individuelle ; tous trois extraient, de la totalité concrète des mouvements vitaux, un facteur abstrait, général, qui se développe d’après des normes spécifiques et autonomes, et intervient depuis celles-ci dans le faisceau des intérêts existentiels, leur imposant sa propre détermination. En ayant ainsi le pouvoir de prescrire des formes et des directions à des contenus qui par nature leur sont indifférents, ils introduisent tous trois, inévitablement, dans la totalité de la vie, les contradictions qui nous occupent ici. Quand l’égalité s’empare des fondements formels des relations interhumaines, elle devient le moyen d’exprimer de la façon la plus aiguë et la plus fructueuse les inégalités individuelles ; en respectant les limites de l’égalité formelle, l’égoïsme a pris son parti des obstacles internes et externes et possède désormais, avec la validité universelle de ces déterminations, une arme qui, servant à chacun, sert aussi contre chacun. »

Le second extrait provient d’un chapitre de Sociologie où Simmel s’interroge sur les résultats de la domination d’un grand nombre d’individus sur d’autres individus, chapitre où il va être amené à différencier l’action d’un grand nombre « comme formation particulière unitaire, incarnant en quelque sorte une abstraction — collectivité économique, État, Église […] et d’autre part, celle d’une foule rassemblée ponctuellement. » Cet extrait montre que ce caractère déterminant des formes sociales objectivées (dont font partie le mariage, l’État, l’Église…) n’est pas de l’ordre de la relation constante, mais est aléatoire.

« La dernière raison des contradictions internes de cette configuration peut être formulée ainsi : entre l’individu, avec ses situations et ses besoins d’un côté, et toutes les entités supra- ou infra-individuelles et les dispositions intérieures ou extérieures que la structure collective apporte avec elle d’un autre côté, il n’y a pas de relation constante, fondée sur un principe, mais une relation variable et aléatoire. […] Ce caractère aléatoire n’est pas un hasard, si l’on peut dire, mais l’expression logique de l’incommensurabilité entre ces situations spécifiquement individuelles dont il est question ici, avec tout ce qu’elles exigent, et les institutions et atmosphères qui régissent ou qui servent la vie commune et côte à côte du grand nombre. »

Ces deux extraits nous montrent, et c’est le point de vue défendu par Danilo Martuccelli, que l’œuvre de Simmel peut être lue comme l’étude de la tension, caractéristique de la modernité, entre culture subjective et objective, entre déterminant objectif de l’action et déterminant subjectif, entre ce qui dans la société n’est que société : les formes et ce qui est psychologique. Cette tension découlant selon Simmel d’un des traits propres de l’homme :

« La faculté de l’homme de se diviser lui-même en parties et de ressentir une quelconque partie de lui-même comme constituant son véritable Moi  qui entre en conflit avec d’autres parties et lutte pour la détermination de son activité – cette faculté met fréquemment l’homme, pour autant qu’il a conscience d’être un être social, dans une relation d’opposition aux impulsions et intérêts de son Moi qui restent extérieures à son caractère social: le conflit entre la société et l’individu comme un combat entre les parties de son être. »

L'argent est pour Georg Simmel un symbole de la modernité car l'humanité découvre à travers lui « la réalité, le phénomène concret, historique, saisissable, de l'universel », écrit-il. L'argent produit tout à la fois l'individu, sa liberté, mais aussi son nivellement : grâce à lui, les structures et organisations peuvent dominer cet individu. Au contraire, au Moyen Âge, l'individu appartient à une communauté, une terre, une corporation ou autre, et sa personnalité se fonde dans ces cercles, ces cercles se composant à leur tour de ces personnalités. L'argent, à l'époque présente, a détruit cette homogénéité.

## Œuvres

### Œuvres en français
- Philosophie de l'argent, traduit par Sabine Cornille et Philippe Ivernel P.U.F., Paris, 1987.
- Psychologie de l'argent : Suivi de L'argent dans la culture moderne  (trad. de l'allemand, traduit de l’allemand et préfacé par Alain Deneault), Paris, Allia, 2019, 80 p. (ISBN 9791030410266)
- Sociologie et épistémologie, P.U.F., 1981, 1989
- Les Pauvres, P.U.F., 1998
- Sociologie, étude sur les formes de la socialisation (1908), P.U.F., 1999, 2013
- Secret et sociétés secrètes, Circé, 1991
- Le Conflit, Circé, 1992
- Michel-Ange et Rodin, traduit par Sabine Cornille et Philippe Ivernel, Rivages, 1990
- Rembrand, Circé, 1994
- La Religion, Circé, 1998
- La Philosophie du comédien, Circé, 2001
- La Sociologie et l’Expérience du monde moderne, Méridiens Klincksieck, 1986
- Philosophie et société, Vrin, 1987
- Philosophie de la modernité 1 : la femme, la ville, l'individualisme, Payot, 1988
- Philosophie de la modernité 2 : esthétique et modernité, conflit et modernité, testament philosophique, Payot, 1990
- La Parure, MSH, 1998
- Florence, Rome, Venise, Allia, 1998
- Philosophie de l'aventure, L'Arche, 2002
- Le Cadre, Gallimard, 2003
- La Forme de l’histoire, Gallimard, 2004
- Le Problème de la sociologie et autres textes, éditions du Sandre, 2006
- La Tragédie de la culture et autres essais, traduit par Sabine Cornille et Philippe Ivernel, introduction de Vladimir Jankélévitch, Rivages, 1988
- L’Argent dans la culture moderne et autres essais sur l'économie de la vie, MSH, 2006
- Esthétique sociologique, MSH, 2007
- Le Pauvre, Allia, 2009
- Philosophie de la mode, Allia, 2013  (ISBN 978-2-84485-705-7)
- Psychologie des femmes, Payot, 2013  (ISBN 978-2-228-90999-0)
- Les grandes villes et la vie de l'esprit, suivi de Sociologie des sens, Payot, 2013  (ISBN 978-2-228-90887-0)
- Philosophie de la religion, Payot, 2016  (ISBN 978-2-228-91644-8)
- Intuition de la vie, Payot, 2017  (ISBN 978-2-228-91919-7)
- L'Etranger, et autres textes, Payot, 2019  (ISBN 978-2-228-92291-3)
- Philosophie de l'amour, traduit par Sabine Cornille et Philippe Ivernel, postface de Georg Lukàcs, Rivages, 2020   (ISBN 978-2-869-30492-5)

### Œuvres en allemand
- Zur Psychologie der Frauen (1890) - La psychologie des femmes

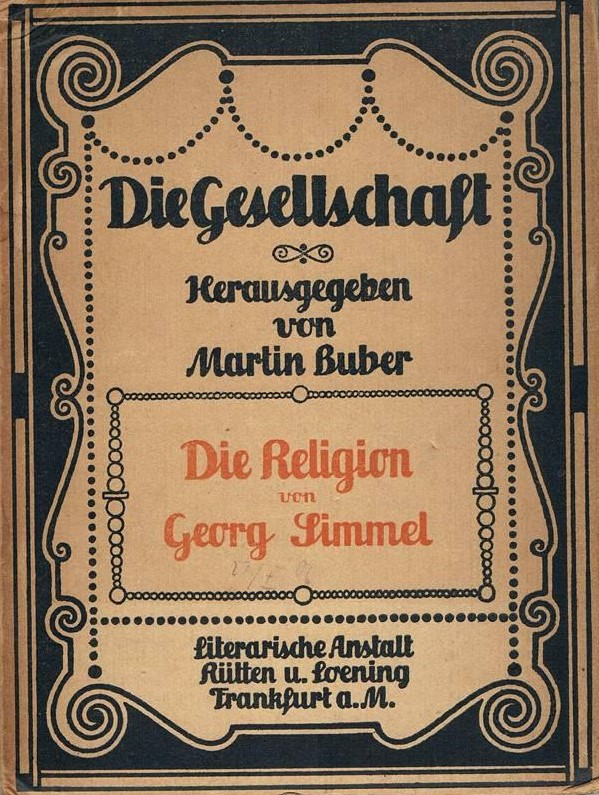
Die Religion (La Religion), édition de Rütten & Loening en 1906.

- Über sociale Differenzierung (1890) - Sur une différenciation sociale
- Die Probleme der Geschichtsphilosophie (1892; 3. erw. Auflage 1907) - Les problèmes de la philosophie de l'histoire
- Einleitung in die Moralwissenschaft (1892/93) - Introduction à la science de la morale
- Philosophie des Geldes (1900) - Philosophie de l'argent
- Zur Psychologie der Scham (1901) - La psychologie de la honte
- Brücke und Tür. Essays des Philosophischen zur Geschichte, Religion, Kunst und Gesellschaft (1903) - Pont et porte. Essais philosophiques sur l'histoire, la religion, l'art et la société
- Kant und Goethe. Zur Geschichte der modernen Weltanschauung (1906) - Kant et Goethe. Contribution à l'histoire de la conception du monde moderne
- Die Religion (1906) - La religion
- Soziologie (1908) - Sociologie
- Die Philosophie der Landschaft (1913) - La Philosophie du paysage [21]
- Grundfragen der Soziologie (1917) - Questions fondamentales de la sociologie
- Der Konflikt der modernen Kultur (1918) - Le conflit de la culture moderne